# Königsberg (Schiff, 1916)
Die Königsberg wurde ursprünglich als Kleiner Kreuzer für die Kaiserliche Marine gebaut und von dieser im Ersten Weltkrieg eingesetzt. Es war das erste Schiff der nach ihm benannten Königsberg-Klasse. Seinen Namen erhielt es von seinem gleichnamigen Vorgänger, dem Kleinen Kreuzer Königsberg, welcher in Ostafrika verloren gegangen war.
Als Metz war der Kreuzer von 1922 bis 1929 noch im aktiven Dienst der französischen Marine Nationale.

## Baugeschichte
Die Königsberg war das Typschiff des Amtsentwurfs 1913 und unterschied sich nur unwesentlich von der vorangehenden Wiesbaden-Klasse. Auch sie war ein Kreuzer mit drei Schornsteinen und einer Hauptbewaffnung von acht 15-cm-Geschützen. Sie verfügte über zwei 8,8-cm-Flugabwehrgeschütze und vier 50-cm-Torpedorohre. Mit der Möglichkeit, 200 Minen mitzunehmen, war diese Einsatzmöglichkeit erheblich vergrößert.
Die Königsberg war in der Wasserlinie 145,8 m lang und maß 151,4 m über alles. Der Rumpf war bis zu 14,3 m breit und sie hatte einen normalen Tiefgang von 6,14 m. Bei normaler Last verdrängte sie 5.440 Tonnen, maximal waren 7.125 Tonnen möglich. Das Schiff hatte einen Turbinenantrieb auf zwei Wellen von 31.000 PS und erreichte eine Höchstgeschwindigkeit von 27,5 Knoten. Die normale Besatzungsstärke sollte 475 Mann betragen.
Die Kiellegung des als „Ersatz Gazelle“ im Haushaltsplan eingebrachten Schiffes erfolgte am 22. August 1914 bei der AG Weser. Dies war der elfte Bauauftrag an die Werft für einen Kleinen Kreuzer der Kaiserlichen Marine. Sie stellte auch noch das Schwesterschiff Emden fertig und damit ein Viertel aller Kleinen Kreuzer. Sie baute aber auch drei Großlinienschiffe und eine Vielzahl anderer Schiffe. Die Königsberg lief ohne besondere Feierlichkeiten am 18. Dezember 1915 vom Stapel und stellte am 12. August 1916 in Dienst. Bis zum Kriegsende wurden noch die Schwesterschiffe Karlsruhe, Emden und Nürnberg fertiggestellt.

## Einsätze
Am 20. Oktober 1916 waren die Erprobungen beendet. Zehn Tage später wurde die Königsberg Flaggschiff der II. Aufklärungsgruppe des Kommodore Ludwig von Reuter. Wie die meisten anderen Kleinen Kreuzer wurde sie in der Nordsee zum Vorposten- und Sicherungsdienst eingeteilt, legte Minen, unternahm Vorstöße zur britischen Küste und übernahm Geleitaufgaben.

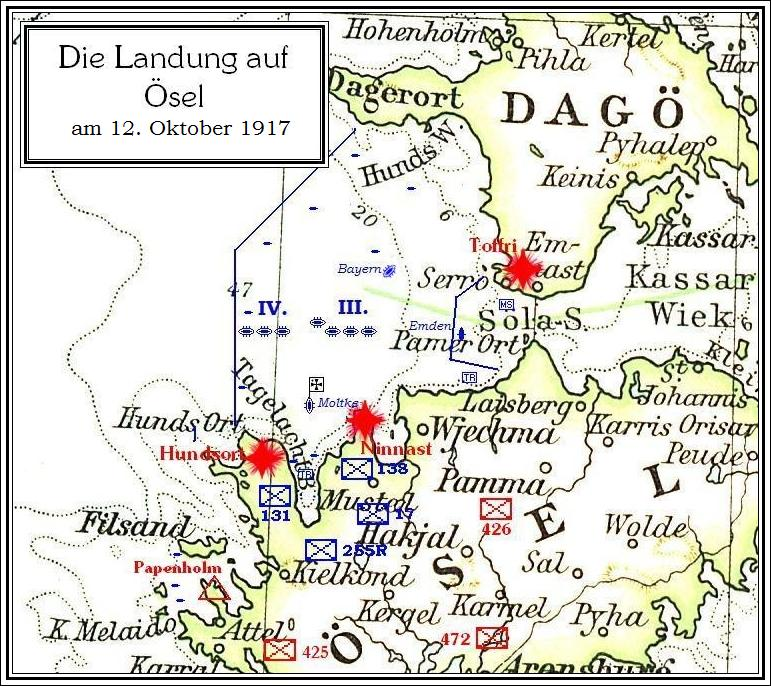
Landung in der Tagga-Bucht

Im September 1917 wurde die Königsberg zu Verbandsübungen in die Ostsee verlegt. Die II. Aufklärungsgruppe übernahm die Sicherung der Truppentransporte bei der Besetzung der Baltischen Inseln (Ösel-Unternehmen) und die Königsberg war gleichzeitig Führerschiff der IV. Transportgruppe mit Bahia Castillo, Gießen, Schleswig, Badenia und dem Lazarettschiff Imperator, die die 42. Infanteriedivision unter Generalleutnant Ludwig von Estorff in die Tagga-Bucht transportierte. Ende Oktober kehrte sie dann in die Nordsee zurück.
Am 17. November 1917 kam es in der Deutschen Bucht zu einem Gefecht mit britischen Kreuzern, dem zweiten Seegefecht bei Helgoland in diesem Krieg. Deutsche Minensuchboote wurden bei dem Versuch, einen Weg durch ein britisches Minenfeld in der Helgoländer Bucht zu räumen, von den Kreuzern Calypso und Caledon der Royal Navy abgefangen. Den Minensuchern war deutscherseits die II. Aufklärungsgruppe unter Konteradmiral von Reuter mit den Kleinen Kreuzern Königsberg, Pillau, Nürnberg und Frankfurt als Nahsicherung mitgegeben worden. In das sich entwickelnde Gefecht griffen die beiden britischen Kreuzer Courageous und Glorious des Ersten Kreuzergeschwaders ein und bekämpften die Kleinen Kreuzer, die sich auf die von Helgoland herbeigerufene Fernsicherung, die beiden Großlinienschiffe Kaiser und Kaiserin zurückzogen. Zusätzlich versuchten auch die britischen Schlachtkreuzer Tiger, Lion, Princess Royal, Repulse und New Zealand des Ersten Schlachtkreuzergeschwaders unter Admiral Sir Charles John Napier in das Gefecht einzugreifen. Die Königsberg erhielt um 10.58 Uhr einen 38-cm-Treffer von der Repulse, der alle drei Schornsteine beschädigte. Konteradmiral Reuter stieg auf die Pillau um, da sein Flaggschiff durch einen Bunkerbrand völlig in Qualm gehüllt war. Der Brand konnte erst nach 30 Minuten gelöscht werden. Unter der Besatzung gab es acht Gefallene und 15 Verwundete. Die Königsberg konnte auch wieder zur Aufklärungsgruppe aufschließen. Bei dem mit hohen Geschwindigkeiten (26–27 kn), wechselnden Kursen und zusätzlich durch künstlichen Nebel und Rauch erschwerten und in minenverseuchten Gewässern ausgetragenen Gefecht erzielte keine Seite entscheidende Vorteile. So verschoss die Courageous mehr als 400 Schuss vom Kaliber 15 Zoll, ohne einen Treffer zu erzielen. Auf deutscher Seite ging nur der Hilfsminensucher Kehdingen verloren. Die II. Aufklärungsgruppe hatte insgesamt 21 Gefallene, 13 Schwer- und 30 Leichtverwundete. Beim Zusammentreffen der britischen Leichten Kreuzer mit den beiden deutschen Schlachtschiffen wurde ein schwerer Treffer auf der Calypso erzielt. Alle Personen auf der Brücke der Calypso, einschließlich des Kommandanten, wurden durch ein 30,5-cm-Geschoss getötet. Die gegen 13.30 Uhr eintreffenden Schlachtkreuzer Hindenburg und Moltke, wie auch die gegen 14 Uhr eintreffenden Friedrich der Große und König Albert unter Vizeadmiral Wilhelm Souchon konnten nicht mehr eingreifen, da die Briten das Gefecht abbrachen. Gegen 15.00 Uhr traten die deutschen Schiffe den Rückmarsch an. Vier Stunden später erreichten sie Schillig-Reede.
Nach der Instandsetzung fuhr die Königsberg wieder die üblichen Einsätze in der Nordsee.

## Nachkriegszeit
Am 13. November 1918 lief das Schiff, mit Konteradmiral Hugo Meurer an Bord, nach Großbritannien, um die Waffenstillstandsbedingungen für die kaiserliche Hochseeflotte entgegenzunehmen. Mit an Bord waren auch die Bevollmächtigten des Arbeiter- und Soldatenrates, die jedoch von den Briten völlig ignoriert wurden. Am 18. November 1918 kehrte es nach Wilhelmshaven zurück.
Die Königsberg war das einzige Schiff ihrer Klasse, das nicht in die Internierung nach Scapa Flow musste. Am 29. November 1918 übernahm sie das Geleit für acht deutsche U-Boote, die von Helgoland nach Harwich überführt werden mussten. Ab Dezember fungierte die Königsberg mehrfach als Postschiff für die deutschen Besatzungen der in Scapa Flow internierten Schiffe. Am 5. November 1919 wurde das Schiff aus der Liste der Kriegsschiffe gestrichen und am 31. Mai 1920 schließlich außer Dienst gestellt.

## In französischem Dienst
Im Juli 1920 übernahm die französische Marine das Schiff in Cherbourg und stellte es unter dem Namen Metz (seit 6. Oktober 1920) im November 1921 für die „Division Volante de l’Atlantique“ wieder in Dienst. im April 1922 wurde sie der 3. Division leichter Kreuzer der Mittelmeerflotte zugeteilt, die neben der Metz aus zwei anderen Kreuzern deutschen Ursprungs, der Strasbourg (ex Regensburg) und der Mulhouse (ex Stralsund) bestand. Kurzzeitig gehörte auch noch der Kreuzer Thionville, die ehemals österreichische Novara, zu dieser Division.
Im Juli 1922 repräsentierte der Kreuzer Frankreich beim Begräbnis des Fürsten Albert von Monaco. Ende September lief er dann Smyrna an, um französische Staatsangehörige in der von den Türken zurückeroberten Stadt zu beschützen. Sie lief auch Konstantinopel und andere Häfen im Kriegsgebiet an und kehrte 31. Mai 1923 nach Toulon zurück. 1925 wurde sie dann zusammen mit der Strasbourg zur Blockade der marokkanischen Küste eingesetzt, um dem Aufstand der Rifkabylen Nachschub zu entziehen. Die 3. Division wurde im Dezember 1926 in die 2. Division umbenannt und im August 1928 zur Atlantikflotte nach Brest verlegt. Die Metz wurde im Dezember 1929 in die Reserve überführt.
1934 wurde die ehemalige Königsberg aus der Liste der Kriegsschiffe gestrichen und 1936 in Brest abgewrackt.

## Kommandanten
| Kapitän zur See Carl Wilhelm Weniger                                 | 12. August 1916 bis 21. Mai 1917 Wechsel auf König | 12. August 1916 bis 21. Mai 1917 Wechsel auf König |
| Fregattenkapitän/Kapitän zur See Karl Feldmann                       | 22. Mai 1917 bis 9. Juli 1918                      | 22. Mai 1917 bis 9. Juli 1918                      |
| Fregattenkapitän Alfred Lassen                                       | Juli bis August 1918                               | Juli bis August 1918                               |
| Korvettenkapitän Georg-Günther Freiherr von Forstner (in Vertretung) | August bis September 1918                          | August bis September 1918                          |
| Korvettenkapitän Walther Franz                                       | 3. September 1918 bis 5. März 1919                 | 3. September 1918 bis 5. März 1919                 |
| Korvettenkapitän/Fregattenkapitän Curt Hermann                       | März bis Oktober 1919                              | März bis Oktober 1919                              |
| Korvettenkapitän/Fregattenkapitän Oskar Heinecke                     | 3. Oktober 1919 bis 10. März 1920                  | 3. Oktober 1919 bis 10. März 1920                  |
| unbesetzt                                                            | März bis Mai 1920                                  | März bis Mai 1920                                  |

## Bekannte Besatzungsangehörige
- Horst Biesterfeld (1906–1969), war als Flottillenadmiral der Bundesmarine Unterabteilungsleiter der Stabsabteilung FüB VI im Bundesministerium für Verteidigung